# Christophe Beck

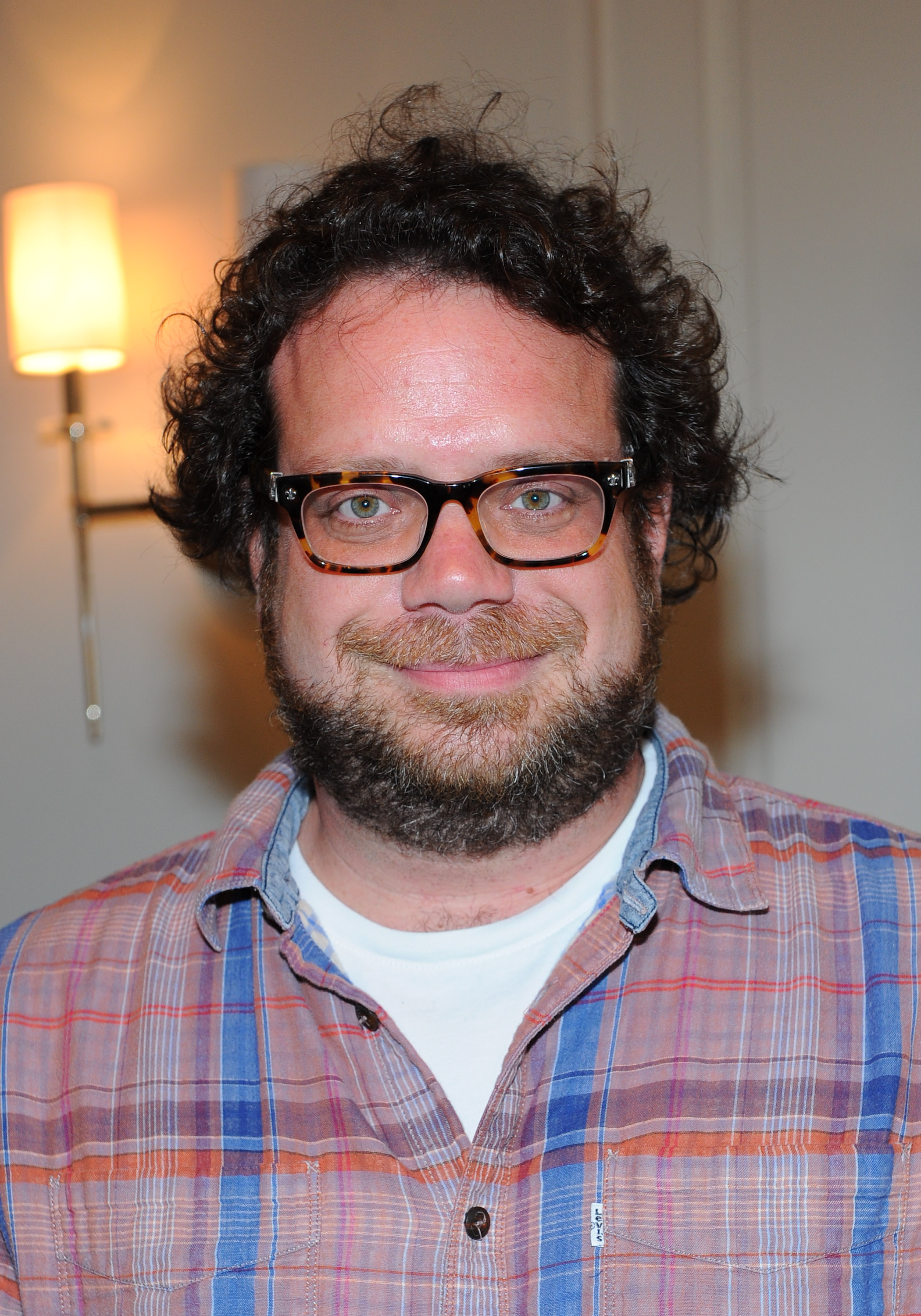
Christophe Beck (2012)

Jean-Christophe Beck (* 1968 (nach anderen Angaben: 1972) in Montreal, Québec) ist ein kanadischer Filmkomponist.

## Leben und Wirken
Christophe Beck studierte bis 1992 an der Yale University. Im Anschluss besuchte er die University of Southern California und nahm an einem Programm für Film scoring teil.
Seine Karriere begann er zu Beginn der 1990er Jahre im kanadischen Fernsehen, wo er die Musik für einige Fernsehserien komponierte. Seinen Durchbruch hatte er mit seiner Arbeit an der Serie Buffy – Im Bann der Dämonen, für die er in den Jahren 1997 bis 2001 insgesamt 58 Episoden mit Musik unterlegte. Im Jahr 1998 wurde er für diese Arbeit mit dem Emmy ausgezeichnet.
Seit dem Ende der Serie ist er ein vor allem im Bereich der Kinoproduktionen vielbeschäftigter Komponist. Sein Schaffen umfasst mehr als 160 Produktionen.
Jean-Christophe Beck wird auch unter dem Namen Chris Beck gelistet. Er ist der Bruder des Musikers Chilly Gonzales.
Für das Lied Vuelie aus dem Soundtrack zu Die Eiskönigin – Völlig unverfroren erhielt er 2024 in den USA eine Goldene Schallplatte.

## Filmografie (Auswahl)

### Filme
- 1998: Todesschwadron aus der Zukunft (Past Perfect)
- 1997: Alarm-Profis (The Alarmist)
- 1997: Das mörderische Klassenzimmer (Killing Mr. Griffin)
- 1997: Eifersüchtig – Verrat einer Freundin (Friends 'Til the End)
- 1997: Virus C.I.A. – In feindlicher Absicht (Hostile Intent)
- 1998: Bone Daddy – Bis auf die Knochen (Bone Daddy)
- 1998: Das Mädchen und der Fotograf (Guinevere)
- 1998: Dog Park – Bei Fuß, Liebling! (Dog Park)
- 1998: Erdbeben in New York (Earthquake in New York)
- 1999: Coming Soon – Kommt sie, kommt sie nicht? (Coming Soon)
- 1999: The Last Witness – Nur tote Zeugen schweigen (Caracara)
- 2000: Der Club der gebrochenen Herzen (The Broken Hearts Club: A Romantic Comedy)
- 2000: Girls United (Bring It On)
- 2001: Wolfgirl (Wolf Girl)
- 2002: Freche Biester! (Slap Her… She's French)
- 2002: Interstate 60
- 2002: Lügen haben kurze Beine (Big Fat Liar)
- 2002: Schwere Jungs (Stealing Harvard)
- 2002: The Skulls II
- 2002: The Tuxedo – Gefahr im Anzug (The Tuxedo)
- 2003: American Pie – Jetzt wird geheiratet (American Wedding)
- 2003: Confidence
- 2003: Dickie Roberts: Kinderstar (Dickie Roberts: Former Child Star)
- 2003: Im Dutzend billiger (Cheaper by the Dozen)
- 2003: Unter der Sonne der Toskana (Under the Tuscan Sun)
- 2003: Voll verheiratet (Just Married)
- 2004: Cinderella Story
- 2004: Die Ex-Freundinnen meines Freundes (Little Black Book)
- 2004: Garfield – Der Film (Garfield)
- 2004: New York Taxi
- 2004: Saved! – Die Highschool-Missionarinnen (Saved!)
- 2004: The Skulls 3 (The Skulls III)
- 2004: Trouble ohne Paddel (Without a Paddle)
- 2005: 3 Needles
- 2005: Das schnelle Geld (Two for the Money)
- 2005: Deine, meine & unsere (Yours, Mine and Ours)
- 2005: Die Eisprinzessin (Ice Princess)
- 2005: Elektra
- 2005: The Perfect Man
- 2006: Der Date Profi (School for Scoundrels)
- 2006: Der rosarote Panther (The Pink Panther)
- 2006: Zoom – Akademie für Superhelden (Zoom)
- 2006: Garfield 2 (Garfield: A Tail of Two Kitties)
- 2006: Sie waren Helden (We Are Marshall)
- 2006: The Sentinel – Wem kannst du trauen? (The Sentinel)
- 2007: Charlie Bartlett
- 2007: Die Gebrüder Weihnachtsmann (Fred Claus)
- 2007: Lizenz zum Heiraten (License to Wed)
- 2007: Wintersonnenwende – Die Jagd nach den sechs Zeichen des Lichts (The Seeker: The Dark Is Rising)
- 2007: Year of the Dog
- 2008: Drillbit Taylor – Ein Mann für alle Unfälle (Drillbit Taylor)
- 2008: Love Vegas (What Happens in Vegas)
- 2008: Phoebe im Wunderland (Phoebe in Wonderland)
- 2009: Hangover (The Hangover)
- 2009: Verrückt nach Steve (All About Steve)
- 2009: Zeit der Trauer (The Greatest)
- 2009: (Traum)Job gesucht (Post Grad)
- 2010: Date Night – Gangster für eine Nacht
- 2010: Hot Tub – Der Whirlpool … ist ’ne verdammte Zeitmaschine! (Hot Tub Time Machine)
- 2010: Percy Jackson – Diebe im Olymp (Percy Jackson & the Olympians: The Lightning Thief)
- 2010: R.E.D. – Älter, Härter, Besser (RED – Retired Extremely Dangerous)
- 2010: Stichtag (Due Date)
- 2010: Sterben will gelernt sein (Death at a Funeral)
- 2010: Burlesque
- 2011: Aushilfsgangster (Tower Heist)
- 2011: Crazy, Stupid, Love.
- 2011: Die Muppets (The Muppets)
- 2011: Hangover 2 (The Hangover: Part II)
- 2011: Willkommen in Cedar Rapids (Cedar Rapids)
- 2012: Das gibt Ärger (This Means War)
- 2012: The Watch – Nachbarn der 3. Art (The Watch)
- 2012: Pitch Perfect
- 2012: Im Flug erobert (Paperman)
- 2012: Unterwegs mit Mum (The Guilt Trip)
- 2013: Hangover 3 (The Hangover: Part III)
- 2013: Prakti.com (The Internship)
- 2013: R.I.P.D.
- 2013: Runner Runner
- 2013: Die Eiskönigin – Völlig unverfroren (Frozen)
- 2014: Endless Love
- 2014: Edge of Tomorrow
- 2014: Muppets Most Wanted
- 2014: Let’s be Cops – Die Party Bullen (Let’s Be Cops)
- 2014: Cake
- 2014: Die Coopers – Schlimmer geht immer (Alexander and the Terrible, Horrible, No Good, Very Bad Day)
- 2014: Red Army – Legenden auf dem Eis (Red Army)
- 2015: Hot Tub Time Machine 2
- 2015: Der Knastcoach (Get Hard)
- 2015: Miss Bodyguard (Hot Pursuit)
- 2015: Ant-Man
- 2015: Die Peanuts – Der Film (The Peanuts Movie)
- 2015: Sisters
- 2016: Trolls
- 2017: Barry Seal – Only in America (American Made)
- 2017: Lou (Kurzfilm)
- 2017: The 12th Man – Kampf ums Überleben (Den 12. mann)
- 2018: Anon
- 2018: Gringo
- 2018: Ant-Man and the Wasp
- 2018: The Christmas Chronicles
- 2019: Die Eiskönigin II (Frozen II)
- 2020: Lady Business (Like a Boss)
- 2020: The Christmas Chronicles: Teil zwei (The Christmas Chronicles: Part Two)
- 2021: Free Guy
- 2023: Ant-Man and the Wasp: Quantumania
- 2023: Shazam! Fury of the Gods
- 2023: Nimona
- 2024: Road House
- 2024: Unfrosted
- 2024: The Instigators

### Fernsehserien
- 1997–2001: Buffy – Im Bann der Dämonen (Buffy the Vampire Slayer, 57 Episoden)
- 1999–2000: Angel – Jäger der Finsternis (Angel, 22 Episoden)
- 1999–2000: Practice – Die Anwälte (The Practice, 24 Episoden)
- 2021: WandaVision (9 Episoden)
- 2021: Hawkeye (6 Episoden)
- 2023: Up Here (8 Episoden)
- 2024: Agatha All Along (9 Folgen)